# Mala matura, veliko srce (emisija)
Mala matura, veliko srce je snimak svečang koncerta iz "Sava centra" u trajanju od 88 minuta povodom proslave male mature 1500 maturanata sa Kosova i Metohije koji su bili gosti Beograda tri dana prebivajući kod svojih vršnjaka, reditelja Slobodana Ž. Jovanovića, a u produkciji Radio-televizije Srbije iz 2006. i 2007. godine. 
Kao centralna svečanost cele te manifestacije uprilagodjen je svečani koncert "Mala matura, veliko srce" u Centru Sava čiji reditelj je bio takodje Slobodan Ž. Jovanović. Svečanost je najavila Sanda Rašković Ivić, predsednik Koordinacionog centra i Slobodan Vuksanović, ministar prosvete i sporta. Zatim su kao domaćini nastupili Jadranka Nanić Jovanović, dramski umetnik i Tihomir Arsić, dramski umetnik. Nastupili su sledeći umetnici: Ivana Žigon sa „Kosovskim Božurima“, Jelena Žigon, ansambl „Legende“, Svetlana Stević, zatim sa video-bima pušteni su Matija Bećković (Kosovo polje) i Ljubomir Simović (10 obraćanja presvetoj boginji Torjeručici Ljeviškoj), grupa „Zana“, Ognjen Radivojević, Goca Tržan, Ekstra Nena, zatim ponovo Ivana Žigon sa „Božurima“ i Bora Čorba.  
Inače Slobodan Ž. Jovanović je bio scenarista i reditelj ove manifestacije dve godine 2006. i 2007.

## Autorska ekipa
- Reditelj Slobodan Ž. Jovanović
- Scenarista Slobodan Ž. Jovanović

## Spoljašnje veze
- http://www.youtube.com/watch?v=Agl8vin9sfI